# Salmijärvi (sjö i Utsjoki, Lappland, Finland)
Salmijärvi eller Tsoalmmajavri eller Tshoalmijävri är en sjö i Finland. Den ligger i kommunen Utsjoki i landskapet Lappland, i den norra delen av landet, 1 100 km norr om huvudstaden Helsingfors. Salmijärvi ligger 260 meter över havet. Arean är 1,65 kvadratkilometer och strandlinjen är 10,3 kilometer lång. Sjön  ingår i Neidenälvens huvudavrinningsområde.   Omgivningarna runt Salmijärvi är i huvudsak ett öppet busklandskap.
I övrigt finns följande vid Salmijärvi:
- Suolujävri (en sjö)